# Little (Familienname)
Little ist ein englischer Familienname.

## Herkunft und Bedeutung
Der Familienname Klein entstand als Übername (Eigenschaftsname) wahrscheinlich nach der Körpergröße, ebenso wie im Deutschen der Familienname Klein.

## Namensträger
- Adrian Little (* 1969), Politikwissenschaftler
- Alan Warriner-Little (* 1962), englischer Dartspieler
- Amos R. Little (um 1917–2010), US-amerikanischer Sportfunktionär
- Andrew Little (Politiker) (* 1965), neuseeländischer Politiker (Labour Party)
- Andrew Little (Fußballspieler) (* 1989), nordirischer Fußballspieler
- Andrew George Little (Historiker) (1863–1945), britischer Historiker
- Bentley Little (* 1960), US-amerikanischer Schriftsteller
- Booker Little (1938–1961), US-amerikanischer Jazztrompeter
- Brad Little (* 1954), US-amerikanischer Politiker
- Brian Little (* 1953), britischer Fußballspieler, Fußballmanager
- Brian R. Little, kanadischer Psychologe und Hochschullehrer
- Broc Little (* 1988), US-amerikanischer Eishockeyspieler
- Bryan Little (* 1987), kanadischer Eishockeyspieler
- C. C. Little (Clarence Cook Little; 1888–1971), US-amerikanischer Genetiker und Krebsforscher
- Camille Little (* 1985), US-amerikanische Basketballspielerin
- Carl Little (1924–2016), kanadischer Pianist, Organist und Rundfunkproduzent
- Carlo Little (1938–2005), britischer Rock 'n' Roll-Schlagzeuger
- Carole Little († 2015), US-amerikanische Modedesignerin
- Charles Little (1882–1973), britischer Marineoffizier
- Chauncey B. Little (1877–1952), US-amerikanischer Politiker
- Clark Little (* 1968), US-amerikanischer Fotograf
- Cleavon Little (1939–1992), US-amerikanischer Schauspieler
- David T. Little (* 1978), amerikanischer Komponist
- Dwight H. Little (* 1956), US-amerikanischer Filmregisseur
- Edna Little (* 1928), kanadische Chorleiterin und Musikpädagogin
- Edward C. Little (Edward Campbell Little; 1858–1924), US-amerikanischer Politiker
- Edward P. Little (Edward Preble Little; 1791–1875), US-amerikanischer Politiker
- Emma Little-Pengelly (* 1977), nordirische Politikerin (DUP), Mitglied der Nordirlandversammlung
- Floyd Little (1942–2021), US-amerikanischer American-Football-Spieler
- Frank L. Little (1936–1993), US-amerikanischer Sportschütze und Olympiateilnehmer
- Freddie Little (* 1936), US-amerikanischer Boxer
- George Little (1920–1995), kanadischer Musikpädagoge
- Glen Little (* 1975), englischer Fußballspieler
- Harold Little (1893–1958), kanadischer Ruderer
- Howard M. Little, US-amerikanischer wissenschaftlicher Mitarbeiter
- Ian Little (1918–2012), britischer Ökonom
- Jason Little (* 1970), australischer Rugby-Union-Spieler
- Jeanne Little (1938–2020), australische Entertainerin und Fernsehmoderatorin
- Jimmy Little (1937–2012), australischer Musiker
- John Little (Politiker) (1837–1900), US-amerikanischer Politiker (Ohio)
- John Little (Fußballspieler) (1930–2017), schottischer Fußballspieler
- John Little (Footballspieler) (* 1947), US-amerikanischer Footballspieler
- John Little (Basketballspieler) (* 1984), US-amerikanischer Basketballer
- John B. Little (* 1956), US-amerikanischer Mathematiker
- John D. C. Little (1928–2024), US-amerikanischer Wirtschaftswissenschaftler
- John R. Little (* 1955), kanadischer Schriftsteller
- John Sebastian Little (1851–1916), US-amerikanischer Politiker
- John William Little (1848–1913), kanadischer Politiker
- Jonathan Little (Komponist) (Jonathan David Little; * 1965), australischer Komponist
- Jonathan Little (Pokerspieler) (* 1984), US-amerikanischer Pokerspieler
- Joseph J. Little (1841–1913), US-amerikanischer Politiker
- Josh Little (* 1999), irischer Cricketspieler
- Kevin Little (* 1968), US-amerikanischer Leichtathlet
- Kim Little (Schauspielerin) (* 1970), US-amerikanische Filmschauspielerin und Autorin
- Kim Little (* 1990), schottische Fußballspielerin
- Larry Little (* 1945), US-amerikanischer American-Football-Spieler
- Lawrence Little (* 1967), fidschianischer Rugby-Union-Spieler
- Lester K. Little (* 1935), US-amerikanischer Historiker
- Louise Little (Cricketspielerin) (* 2003), irische Cricketspielerin
- Mackenzie Little (* 1996), australische Speerwerferin
- Mark Little (Schauspieler) (* 1959), australischer Schauspieler
- Mark Little (Journalist) (* 1969), irischer Journalist
- Mark Little (Fußballspieler) (* 1988), englischer Fußballspieler
- Mike Little (* 1987), US-amerikanischer Eishockeyspieler
- Nassir Little (* 2000), US-amerikanischer Basketballspieler
- Natasha Little (* 1969), britische Schauspielerin
- Nicky Little (* 1976), fidschianischer Rugby-Union-Spieler
- Patrick Little (1884–1963), irischer Politiker (Fianna Fáil)
- Paul Little (Rugbyspieler) (1934–1993), neuseeländischer Rugby-Union-Spieler
- Paul F. Little  (1956–2023), US-amerikanischer Pornodarsteller, -regisseur und -produzent, siehe Max Hardcore
- Peter Little (1775–1830), US-amerikanischer Politiker
- Philip Little (1857–1942), US-amerikanischer Maler
- Ralf Little (* 1980), englischer Drehbuchautor und Fußballspieler
- Rich Little (* 1938), kanadischer Komiker
- Richard Little (* 1944), britischer Politikwissenschaftler
- Robert Alexander Little (1895–1918), australischer Jagdflieger
- Robert Wentworth Little (1840–1878), britischer Freimaurer, Gründer der Societas Rosicruciana in Anglia
- Samia Little Elk (* 1979), deutsche Synchronsprecherin
- Samuel Little (1940–2020), US-amerikanischer Serienmörder
- Shamier Little (* 1995), US-amerikanische Hürdenläuferin
- Steve Little (Musiker) (* 1935), US-amerikanischer Musiker
- Steve Little (Boxer) (1965–2000), US-amerikanischer Boxer
- Steve Little (Schauspieler),  US-amerikanischer Schauspieler, Synchronsprecher und Drehbuchautor
- Tasmin Little (* 1965), britische Violinistin
- Thomas Little (1886–1985), US-amerikanischer Szenenbildner
- Thomas Francis Little (1925–2008), australischer Geistlicher, Erzbischof von Melbourne
- Vera Little (1928–2012), US-amerikanische Opernsängerin
- Walter Little (* 1969), neuseeländischer Rugby-Union-Spieler
- Whitney Little (* 1993), US-amerikanische Volleyballspielerin
- Wilbur Little (1928–1987), US-amerikanischer Jazzbassist
- Will Little (Baseballschiedsrichter) (William Max Little III; * 1984), US-amerikanischer Baseballschiedsrichter
- Will Little (Fußballspieler) (William Little III; * 1998), US-amerikanischer Fußballspieler
- William Little (Komponist), US-amerikanischer Komponist und Musikverleger
- William Little (Politiker, 1809) (1809–1887), US-amerikanischer Politiker, Bürgermeister von Pittsburgh
- William Little (Politiker, 1839) (1839–1916), australischer Politiker und Dichter
- William Little (Politiker, 1840) (1840–1902), australischer Politiker und Dichter
- William Little (Rugbyspieler, I), englischer Rugby-League-Spieler
- William Little (Rugbyspieler, 1911) (1911–??), englischer Rugby-League-Spieler
- William Little (Tennisspieler) (* 1996), US-amerikanischer Tennisspieler
- William A. Little (William Arthur Little; * 1930), südafrikanisch-US-amerikanischer Physiker
- William A. Little (Germanist) (William Alfred Little; 1929–2019), US-amerikanischer Germanist und Musikwissenschaftler
- William Carruthers Little (1820–1881), kanadischer Farmer und Politiker
- William H. Little (1876–1922), US-amerikanischer Automobilpionier, ingenieur und Unternehmer
- William John Little (1810–1894), englischer Orthopäde und Kinderarzt